# ادوار کولون
ادوار کولون (فرانسوی: Édouard Colonne‎؛ ۲۳ ژوئیه ۱۸۳۸–۲۸ مارس ۱۹۱۰) نوازندهٔ ویولن و رهبر ارکستر اهل فرانسه بود.
وی دانش‌آموختهٔ «کنسرتوار پاریس» بود و در آنجا، در هر دو رشتهٔ نوازندگی ویلن و هارمونی مقام اول را کسب کرد.
ادوار کولون یکی از مدافعان مهم موسیقیِ هکتور برلیوز و برخی دیگر از آهنگسازان برجستهٔ آن دوران همچون ریشارد واگنر، گوستاو مالر و کامی سن-سانس بود.